# Carlo Senoner
Carlo Senoner (ur. 24 października 1943 w Selva di Val Gardena) – włoski narciarz alpejski, mistrz świata.

## Kariera
W zawodach Pucharu Świata zadebiutował 5 stycznia 1967 roku w Berchtesgaden, zajmując piąte miejsce w slalomie. Tym samym już w debiucie zdobył pierwsze punkty. Nigdy nie stanął na podium zawodów tego cyklu. W klasyfikacji generalnej sezonu 1966/1967 zajął 22. miejsce.
Wystartował na igrzyskach olimpijskich w Squaw Valley w 1960 roku, gdzie zajął 13. miejsce w slalomie i 17. w gigancie. Na rozgrywanych dwa lata później mistrzostwach świata w Chamonix  był czwarty w kombinacji. W walce o podium lepszy okazał się Ludwig Leitner z RFN. Na tej samej imprezie był siódmy w slalomie, szósty w gigancie, a w zjeździe zajął 26. miejsce. Podczas mistrzostw świata w Portillo w 1966 roku wywalczył złoty medal w slalomie. W zawodach tych wyprzedził dwóch Francuzów: Guy Périllata i Louisa Jauffreta. Był to pierwszy w historii złoty medal mistrzostw świata dla Włoch w tej konkurencji. Brał również udział w igrzyskach olimpijskich w Grenoble w 1968 roku, startując w slalomie, jednak nie ukończył rywalizacji.

## Osiągnięcia

### Igrzyska olimpijskie
| Miejsce | Dzień     | Rok  | Miejscowość  | Konkurencja | Czas biegu | Strata | Zwycięzca         |
| ------- | --------- | ---- | ------------ | ----------- | ---------- | ------ | ----------------- |
| 17.     | 21 lutego | 1960 | Squaw Valley | Gigant      | 1:48,3     | +4,8   | Roger Staub       |
| 13.     | 24 lutego | 1960 | Squaw Valley | Slalom      | 2:08,9     | +11,8  | Ernst Hinterseer  |
| DNF     | 17 lutego | 1968 | Grenoble     | Slalom      | 1:39,73    | -      | Jean-Claude Killy |

### Mistrzostwa świata
| Miejsce | Dzień       | Rok  | Miejscowość  | Konkurencja | Czas biegu | Strata     | Zwycięzca         |
| ------- | ----------- | ---- | ------------ | ----------- | ---------- | ---------- | ----------------- |
| 17.     | 21 lutego   | 1960 | Squaw Valley | Gigant      | 1:48,3     | +4,8       | Roger Staub       |
| 13.     | 24 lutego   | 1960 | Squaw Valley | Slalom      | 2:08,9     | +11,8      | Ernst Hinterseer  |
| 7.      | 12 lutego   | 1962 | Chamonix     | Slalom      | 2:21,67    | +6,33      | Charles Bozon     |
| 6.      | 15 lutego   | 1962 | Chamonix     | Gigant      | 1:38,97    | +1,28      | Egon Zimmermann   |
| 26.     | 18 lutego   | 1962 | Chamonix     | Zjazd       | 2:24,33    | +10,41     | Jean-Claude Killy |
| 4.      | 18 lutego   | 1962 | Chamonix     | Kombinacja  | 11,04 pkt  | +67,51 pkt | Jean-Claude Killy |
| 20.     | 7 sierpnia  | 1966 | Portillo     | Zjazd       | 1:34,40    | +3,77      | Jean-Claude Killy |
| 1.      | 14 sierpnia | 1966 | Portillo     | Slalom      | 1:41,56    | -          | -                 |
| DNF     | 17 lutego   | 1968 | Grenoble     | Slalom      | 1:39,73    | -          | Jean-Claude Killy |

### Puchar Świata

#### Miejsca w klasyfikacji generalnej
- sezon 1966/1967: 22.
- sezon 1967/1968: 57.

#### Miejsca na podium
Senoner nigdy nie stanął na podium zawodów PŚ.